# Аль-Китаб
Аль-Кита́б (араб. الكتاب‎ — Книга) — первая систематическая грамматика арабского языка, написанная в конце VIII века в Басре арабским филологом Сибавейхи.

## Строение
«Книга» состоит из множества глав, описывающих фонетику, морфологию и синтаксис классического арабского языка. Из-за отсутствия установленных грамматических терминов названия глав представляют собой краткие описания их содержания. После каждой главы следуют объяснения и примеры из Корана и древней арабской поэзии. Приведено более тысячи стихотворений. Примеры снабжены ссылками на арабских поэтов и учёных, в том числе указаны имена 50 поэтов, больше нигде не упоминаемых. Наибольшее число ссылок — на учителя Сибавейхи — Халиля ибн Ахмада аль-Фарахиди.

## Методика изложения грамматики
При написании «Книги» Сибавейхи пользовался методами толкования грамматического учения, составлявшими основу учения Басрийской языковедческой школы. Основные методы:
- ас-самā’ (араб. السماع‎ живая речь) — ссылки на язык авторитетов: чтецов Корана, учёных и арабских поэтов.
- аль-кийāс (араб. القياس‎ аналогия) — объяснение грамматического явления по подобию с другим, объяснённым ранее.
- аль-’āмиль (араб. العامل‎ причина) — приведение основания для любых грамматических изменений на основе логических категорий причины и следствия.

## Значение
После смерти Сибавейхи, один из его учителей, аль-Ахфаш аль-Акбар, переписал «Книгу» с целью более удобного расположения материала. C X века «Книга» становится непререкаемым авторитетом по арабской грамматике и получает определение «Коран грамматики», однако из-за своей сложности и тяжеловесности её не использовали в качестве массового учебника арабского языка. Ей пользовались в основном учёные-филологи, которые уточняли, комментировали и перерабатывали отдельные главы и утверждения.